# The Dungeons Are Calling
The Dungeons Are Calling ist eine 1984 veröffentlichte EP der Power-Metal-Band Savatage aus Florida.

## Entstehung
Die sechs Lieder der EP wurden beim selben dreitägigen Studioaufenthalt und entsprechend in derselben Besetzung wie das Debütalbum Sirens aufgenommen. Im Gegensatz dazu stand allerdings das Songmaterial, welches im Wesentlichen aus der Zeit vor dem Debütalbum stammte. Somit waren alle Lieder der EP Neuaufnahmen des originalen Materials eines 1983 aufgenommenen unbetitelten Demos bzw. der im selben Jahr unter dem Namen Avatar veröffentlichten EP City Beneath the Surface. Einzige Ausnahme ist das Lied By the Grace of the Witch, welches eigens für die EP komponiert wurde.
Die EP wurde 1984 auf dem Musiklabel Combat Records veröffentlicht und von Metal Blade vertrieben.
Eine erste Wiederveröffentlichung der EP erfolgte 1987 durch das britische Label Music for Nations auf einer CD zusammen mit dem Debütalbum. Eine zweite Neuauflage erschien 1994 auf Metal Blade und wies als Bonustracks das bis dahin unveröffentlichte Lied Fighting For Your Love sowie eine Liveaufnahme des Liedes Sirens auf. Unter dem Titel Silver Anniversary Collectors Edition erschien 2002 eine weitere Wiederveröffentlichung durch Metal Blade. Hier wurde das originale Cover durch eine Graustufenfassung mit silbernem Prägedruck ersetzt. Kurioserweise erhielt das Album auf dieser Pressung auf dem Cover den Titel Dungeons Are Calling, wohingegen auf der CD der originale Titel mit dem The voran stand. Als Bonustracks waren drei Demoversionen von Songs enthalten, die während der Sessions zum Album Gutter Ballet aufgenommen worden waren, jedoch keine weitere Verwendung fanden. Zusätzlich war ein am Hip-Hop orientierter Hidden Track enthalten.
Der auf der „Silver Edition“-Neuauflage enthaltene Bonustrack Before I Hang wurde 2008 für das Album Global Warning von Jon Oliva’s Pain neu aufgenommen.

## Titelliste
Originalausgabe
1. The Dungeons Are Calling – 4:53
2. By the Grace of the Witch – 3:13
3. Visions – 3:01
4. Midas Knight – 4:21
5. City Beneath the Surface – 5:49
6. The Whip – 3:27

Spielzeit: 24 min 58 s
Alle Lieder mit Ausnahme von The Whip wurden von Jon Oliva und Criss Oliva geschrieben; genanntes Lied wurde zusätzlich von Keith Collins mitkomponiert.
Neuauflage 1994
1. Fighting For Your Love – 3:20
2. Sirens (Live) – 3:21

Spielzeit: 31 min 39 s
Silver Edition 2002
1. Metalhead – 4:45
2. Before I Hang – 4:11
3. Stranger in the Dark – 5:00
4. Hidden Track – 1:41

Gesamtspielzeit (ohne Leerlauf vor dem Hidden Track): 40 min 35 s